# Glam punk
Glam punk (ou glitter punk) é um gênero musical que mistura elementos do glam rock com proto-punk e/ou punk rock. Também é conhecido na Europa como mock rock e sleaze.
A banda punk mais influente de glam foram os New York Dolls, cuja imagem andrógina era sua marca. Outras bandas glam punk notáveis incluem Jayne County, Eric Emerson and the Tramps Magic, Dorian Zero, The Dogs D'Amour, Manic Street Preachers, Hanoi Rocks e D Generation.

## História
1970: Nova York e Detroit
Após a explosão punk rock dos anos 1970 em Londres, o New York Dolls às vezes era rotulado de glam-punk, em comparação. The Stooges banda proto-punk de Detroit também é considerada por alguns como glam punk, provavelmente devido à imagem andrógina do cantor Iggy Pop eo facto do pioneiro do glam rock David Bowie produziu alguns materiais solo.
Alice Cooper, um dos primeiros artistas de glam rock, influenciado por bandas como Hanoi Rocks e Sex Pistols. A maioria das bandas originais da new wave americana, especialmente aquelas em Nova York, mostrou, pelo menos, uma certa quantidade de influência glam. Algumas das bandas glam punk mais obscuros desse período - como o Hollywood Brats e Jet - pode ser ouvida no CD Glitterbest: 20 Pre Punk 'n' Glam Terrace Stompers.
1980: ressurgimento na Finlândia
Os anos 1980 viram um ressurgimento do estilo glam punk na Europa e Escandinávia com a banda finlandesa Hanoi Rocks. O grupo influenciou varias outras bandas que tocaram num estilo similar, como Smack, Dogs D'Amour e The 69 Eyes durante os anos 1990.
1990: revivals internacional
Na década de 1990 muito cedo, a imagem glam punk era muito popular na cena underground, alguns de anos antes do grunge ganhar destaque em 1992.
A cena musical de Hollywood foi o terreno fértil para o renascimento Glam Punk, com bandas como, Faster Pussycat e The Joneses inicialmente promovendo a influência dos pioneiros do Glam Punk The New York Dolls, e Hanoi Rocks.
Algumas das bandas mais populares da cena foram The Glamour Punks, Stars From Mars, The Babydolls, The (purple haired) Zeros e Dum Dums. Essa influência se estendeu pela nação, com bandas de Glam Punk aparecendo na maioria das grandes cidades dos Estados Unidos como Las Vegas, Detroit e Boston.
Também bandas como D Generation se tornam populares na cena underground e receberam grande aclamação da crítica, começando pela revista Rolling Stone. No entanto, a aclamação da crítica não resultou em vendas de álbuns. Ao mesmo tempo, a banda galesa Manic Street Preachers desempenhou um estilo musical similar. Seu álbum de estreia Generation Terrorists em 1992 mostrou influências de bandas como The Clash e Hanoi Rocks, bastante parecido com o trabalho da banda D Generation, mesmo também recebendo grande aclamação da crítica, também não resultou em vendas.
Backyard Babies, da Suécia, foram um exemplo proeminente do glam punk na década de 1990, com o seu álbum Total 13. O guitarrista Dregen uma vez descreveu o Backyard Babies em uma entrevista como "o elo perdido entre o Kiss e o Ramones." Michael Monroe do Hanoi Rocks foi convidado em um dos álbuns da banda, e o guitarrista Dregen gravou um álbum acústico ao vivo com a vocalista Tyla da banda Dogs D'Amour. Outra banda que começou em 1995, que é classificada como glam punk são os Pure Rubbish que tem uma dívida enorme para bandas como New York Dolls, Hanoi Rocks e Dogs D'Amour mesmo indo tão longe a ponto de gravar uma canção de tributo para Tyla chamada "Hey Mr. Taylor".